# Walter Volland

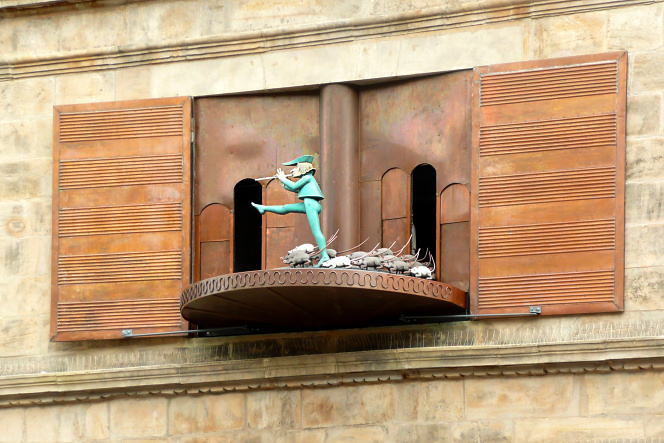
Rattenfänger-Glockenspiel

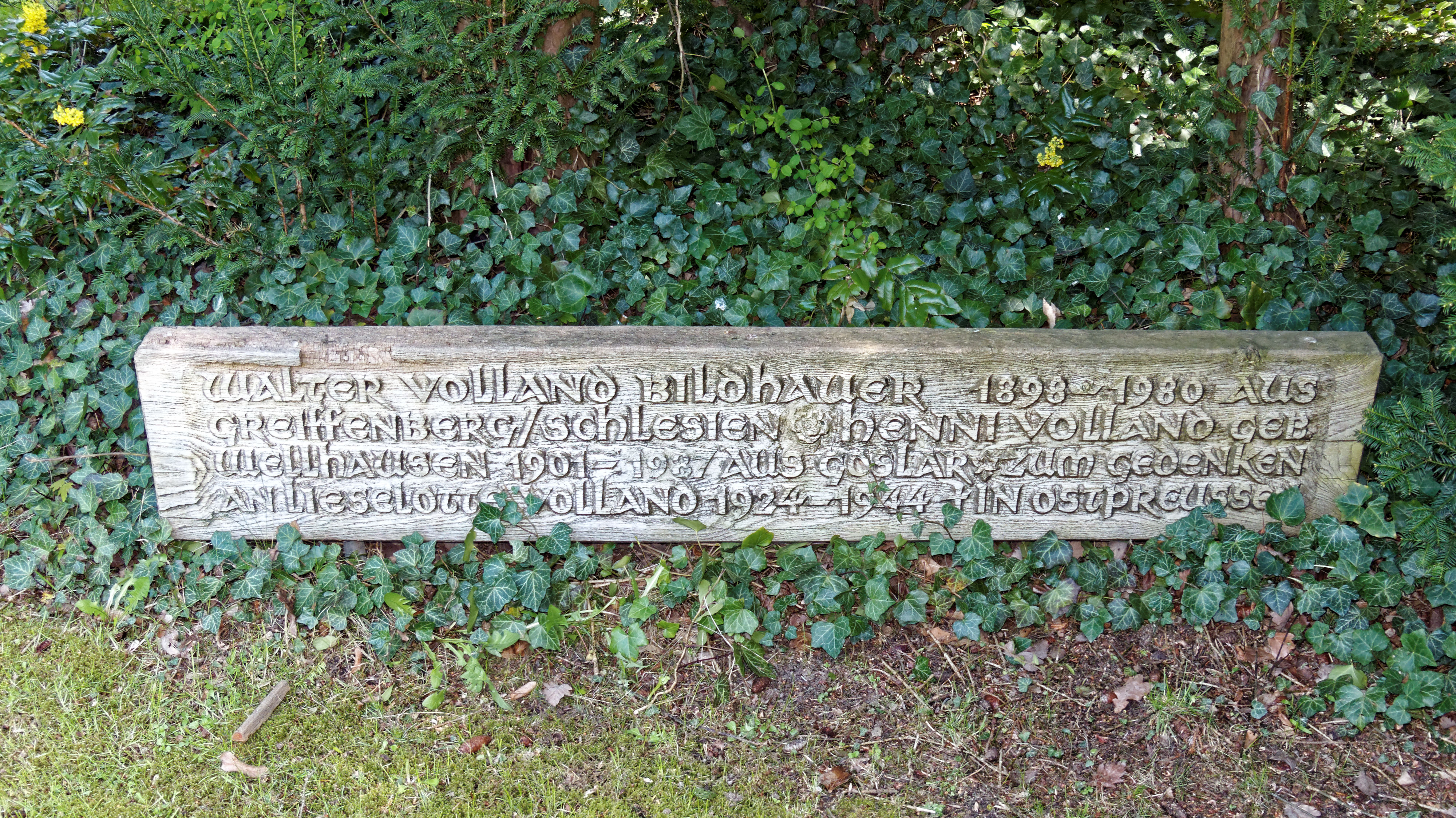
Grabstelle in Goslar

Walter Volland (* 2. August 1898 in Greiffenberg, Niederschlesien; † 7. September 1980 in Goslar) war ein deutscher Bildhauer und Kunstpädagoge.

## Leben
Vor dem Zweiten Weltkrieg war Volland Lehrer an der Holzschnitzschule Bad Warmbrunn. 1937, 1940 und 1941 war er mit drei Plastiken auf der Großen Deutschen Kunstausstellung in München vertreten, von denen der Nazi-Oberbürgermeister Theo Memmel 1940 „Mädchen mit Ball“ erwarb.
Nach der Flucht seiner Familie aus dem niederschlesischen Bad Warmbrunn ließ er sich 1945 in Goslar nieder und trug mit seinen Kunstwerken viel zur Bereicherung des Stadtbildes und dessen Umgebung bei. Weit bekannt sind u. a. seine lustigen Figuren des Rattenfängers am Glockenspiel des Hamelner „Hochzeitshauses“ nach dem Entwurf des Braunschweiger Puppenspielers Professor Harro Siegel.